# Secrets of the Summer House
Secrets of the Summer House, in België en Nederland ook verkort Summer House getiteld, is een Amerikaans-Canadese televisiefilm uit 2008.
Het is een horrorthriller opgenomen in het Canadese Montreal.
De film gaat over het verblijf van een koppel in het oude vervloekte familiehuis op een afgelegen eiland nadat de vader van de man overleden is.

## Verhaal
Na het plotse overlijden van zijn vader keert George Wickersham IV met zijn vrouw Niki terug naar zijn familiehuis op een afgelegen privaat eilandje, waar ze kennis maken met de huisbewaarder.
In het naburige dorp wordt gefluisterd dat er een vloek ligt op het huis voor alle mannelijke Wickershams.
Nikki gelooft hier niet in en wil het huis restaureren om zich er in alle rust aan haar werk als kunstschilder te wijden.
Nadat ze in de oude dienstvertrekken een verborgen kamer die als een cel aandoet ontdekken gaan er steeds vreemder dingen gebeuren.
Dan valt George buiten van een ladder en belandt in een coma.
Aan het raam van de zolderverdieping lijkt de geest van een jonge zwarte vrouw te verschijnen.
Na deze gebeurtenis is Nikki vastberaden de geheimen van het huis en de Wickershams te ontsluieren.
Achter een muur in de celkamer ontdekt ze een oud scheepslogboek en een glazen fotonegatief van een zwarte vrouw uit het midden van de 19de eeuw.
Hiermee komt ze te weten dat voorvader Jebidiah Wickersham slaven verscheepte uit Afrika en viel voor een van hen: de dochter van een stammenkoning genaamd Kimmika.
Die wilde hij voor zich houden en hij sloot haar op in de cel tot ze zichzelf aan hem zou geven.
Zijn vrouw kreeg echter lucht van haar en dwong hem haar te doden.
Belaagd door Kimmikas geest vlucht Nikki weg van het eiland.
Inmiddels is gebleken dat ze zwanger is van een zoon en voor hem en haar man keert ze de volgende dag terug om de situatie recht te zetten.
Onder de vloer van de cel ontdekt ze Kimmikas stoffelijke resten, alsook die van haar ongeboren kind.
Ze legt de broche die al generaties lang in de Wickersham-familie wordt doorgegeven en die ze recent van George kreeg op de beenderen en zegt spijt te hebben van wat er lang geleden gebeurd is.
Dan verschijnt Kimmika die glimlacht en klaarblijkelijk absolutie verleent, waarna de vloek is opgeheven.

## Rolbezetting
| Acteur            | Personage            | Opmerkingen                    |
| ----------------- | -------------------- | ------------------------------ |
| Lindsay Price     | Nikki Wickersham     | Protagoniste                   |
| David Haydn-Jones | George Wickersham IV | Nikkis man                     |
| Sadie LeBlanc     | Margie Mancuso       | Nikkis vriendin                |
| Niall Matter      | Peter Hughes         | Huisbewaarder                  |
| Emma Stevens      | Virginia Roberts     | Lokale fotografe               |
| Nicole Jones      | Kimmika              | 19de-eeuwse Afrikaanse prinses |